# サルマン・ラシュディ刺傷事件
サルマン・ラシュディ刺傷事件（サルマン・ラシュディししょうじけん）は2022年8月12日にアメリカ合衆国・ニューヨーク州シャトークアのシャトークア研究所で講演を行おうとしていたイギリス系アメリカ人小説家サルマン・ラシュディが24歳の男に複数回刺された事件である。
ラシュディは事件発生時ステージ上におり、近くにはラシュディにインタビューしようとしていたシティ・オブ・アサイラム共同設立者のヘンリー・リースがいた。ヘンリー・リースは襲撃時に頭に軽い怪我を負った。容疑者はニューヨーク州警察官と保安官代理に現場で逮捕され、殺人未遂と暴行の罪で起訴された。
ラシュディはペンシルバニア州エリー近郊の病院へ搬送された。肝臓や片目など複数の臓器に損傷が見つかり、手術を受け、人工呼吸器を装着された。翌日13日、アンドリー・ワイリーがAP通信に、ラシュディは人工呼吸器を外し、話すことができるようになったことを報告した。

## 背景
イスラム教を風刺したラシュディの4作目の小説『悪魔の詩』は1988年に出版され、批評家の称賛を浴びると同時に、イスラム教への冒涜であるとし論争を巻き起こした。1989年、イランの最高指導者ルーホッラー・ホメイニーは著者のラシュディおよび発行に関わった者などに対する「死刑」の宣告をした。その後、ラシュディは数年にわたり潜伏を強いられることになった。しかし、襲撃されるまでの数年間は、警備をつけずにいた。ちなみに、襲撃の2週間前ラシュディはドイツの時事誌シュテルンに「今、私の人生はとても普通に戻った」と語っていた。

## 襲撃

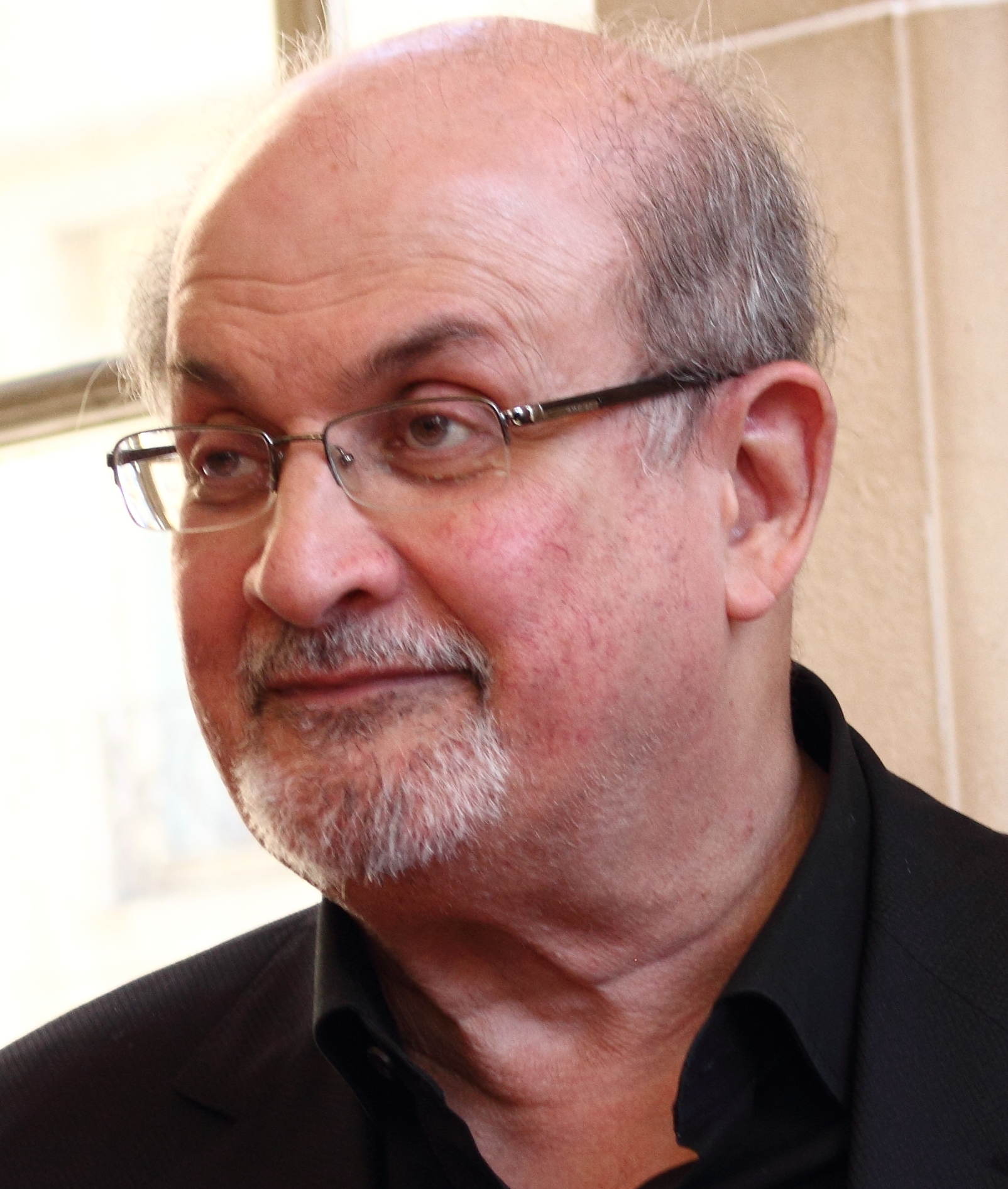
2018年のサルマン・ラシュディ

8月12日午前10時47分頃、ラシュディが講演をしようとしていたシャトークア研究所のステージに、24歳の男が襲撃した。目撃者によれば、男はラシュディの腹部と首を少なくとも1回ずつ刺し、数人に押さえつけられてもなお攻撃を続けようとした。シティ・オブ・アサイラムの共同設立者であるヘンリー・リースもその時ステージ上におり、ラシュディへのインタビューを始めようとしていたが、暴行で頭に軽い傷を負った。 現場にいた医師はすぐにラシュディの手当てをした。
男はその場にいたニューヨーク州警察官と保安官代理に逮捕された。
ラシュディはヘリコプターでペンシルバニア州エリーの病院に運ばれた。ラシュディは手術を受け、人工呼吸器を付け、怪我により話すことができない状態となった。ラシュディは片目を失明し、さらに肝臓の損傷と片腕の複数の神経が切断される可能性に直面していたとされる。
8月13日、地元の地方検事がラシュディの負傷の内容を説明し、腹部の胃の部分に4つの傷、首の前の部分の右側に3つの傷、右目に1つの傷、胸に1つの傷、右太ももに1つの傷を確認した。 同日、ラシュディは人工呼吸器が外されしゃべることができるようになったことを確かめたという。
イランの保守派各紙では、襲撃を称賛する記事を掲載している。

## 犯人
警察は、犯人はニュージャージー州に住む24歳の男と確認した。
男の両親はレバノン南部のヤルーンからアメリカに移住し、男はアメリカ生まれであった。彼の祖先が住むヤルーン村を訪れた記者は、イランが支援するヒズボラの旗や、ハッサン・ナスラッラーやアリ・ガメネイ、ルホッラー・ホメイニ、カッセム・ソレイマニの肖像画を目撃している。ヒズボラはジャーナリストに立ち去るように指示した。
男はSNSでイスラム革命防衛隊の支持を示していた。また、 逮捕時殺されたヒズボラ過激派の名前を連想させる名前を使った偽造運転免許証を持っていた。
2025年5月17日、ニューヨーク州の裁判所は殺人未遂などの罪で男に禁錮25年を言い渡した。